# Irina Privalova
Irina Anatoljevna Privalova (rusko Ирина Анатольевна Привалова), ruska atletinja, * 22. november 1968, Malahovka, Moskovska oblast, Sovjetska zveza.
Irina Privalova je nastopila na poletnih olimpijskih igrah v letih 1992 v Barceloni, 1996 v Atlanti in 2000 v Sydneyju. Na igrah leta 1992 je osvojila srebrno medaljo v štafeti 4x100 m in bron v teku na 100 m, leta 2000 pa naslov olimpijske prvakinje v teku na 400 m z ovirami in bron v štafeti 4x400 m. Na svetovnih prvenstvih je osvojila naslov prvakinje v štafeti 4x100 m leta 1993, srebrne medalje v štafeti 4x100 m leta 1991, štafeti 4x400 m leta 1993 in v teku na 200 m leta 1995, ter bronasti medalji v teku na 200 m leta 1993 in na 100 m leta 1995. Na evropskih prvenstvih je osvojila naslove prvakinje na 100 in 200 m leta 1994 ter na 200 m tudi leta 1998, srebrni medalji v štafeti 4x100 leta 1994 in na 100 m leta 1998 ter bron v štafeti 4x100 m leta 1998.